# Vannecrocq
Vannecrocq – miejscowość i gmina we Francji, w regionie Normandia, w departamencie Eure.
Według danych na rok 1990 gminę zamieszkiwało 110 osób, a gęstość zaludnienia wynosiła 22 osoby/km² (wśród 1421 gmin Górnej Normandii Vannecrocq plasuje się na 786. miejscu pod względem liczby ludności, natomiast pod względem powierzchni na miejscu 690.).